# Pisa Aeroporto
Pisa Aeroporto (wł. Stazione di Pisa Aeroporto) – stacja kolejowa w Pizie, w regionie Toskania, we Włoszech. Znajdują się tu 2 perony. Stacja położona jest przy terminalu Portu lotniczego Piza.
Składa się z dwóch peronów i jest podłączona do głównego dworca kolejowego w Pizie, mniej niż kilometr, krótką łącznicą. Jest ona używana głównie przez regionalne pociągi z Pisa Centrale i niektórych tras regionalnych ze stacji Firenze Santa Maria Novella.
Według klasyfikacji RFI ma kategorię srebrną.